# Rádín Sálih
Rádín Sálih Šaríf Bustáman (holandským přepisem Saleh Sjarif Boestaman, arabsky: رادين صالح شريف بوستامن, ; 1811,Narození- Semarang – 23. dubna 1880, Bogor, Nizozemská východní Indie), běžně přepisován jako Raden Saleh, byl malíř arabsko-javánského původu, který bývá označován za prvního moderního indonéského umělce. Byl zřejmě prvním Asiatem, kdo plně ovládal techniku klasické evropské olejomalby. Jeho dílo lze přiřadit k romantismu.

## Život
Pocházel z bohaté a poměrně vlivné rodiny potomků jihorabských přistěhovalců z Hadramautu, která patřila na Jávě k nižší úřednické šlechtě – odtud i jeho titul rádín (raden), jenž se stal součástí jeho jména. Malovat začal v Bogoru pod vedením belgického malíře Antoine Augusta Josepha Payena. Ten rozpoznal jeho talent a přesvědčil nizozemskou koloniální správu, aby ho poslala studovat do Evropy. Tam Saleh přijel roku 1829 a začal studovat u malíře Cornelia Krusemana. Kruseman ho přivedl k portrétu a Saleh se posléze stal vyhledávaným portrétistou na evropských dvorech. V roce 1836 se stal svobodným zednářem, jako první domorodý Indonésan v historii. V letech 1839–1844 působil na dvoře Arnošta I. Sasko-Kobursko-Gothajského, který se stal jeho mecenášem. Jeho další učitel, Andreas Schelfhout, ho přivedl ke krajinářství. Navštívil několik evropských měst i Alžír. V Haagu mu umožnil krotitel lvů studovat jeho lva a z toho vznikl obraz, který umělci následně přinesl slávu. Do Nizozemské východní Indie se vrátil v roce 1852. Pro koloniální vládu spravoval sbírku umění, maloval portréty jávské aristokracie a soukromě se nadále věnoval krajinomalbě. 
V roce 1857 vytvořil jeden ze svých nejslavnějších obrazů, s historickou tematikou. Nese název Zatčení Pangerana Diponegora. Zobrazuje lstivé zajetí vůdce jávských rebelů koloniální správou. Diponegoro byl pozván k mírovým jednáním a místo toho zatčen. Saleh obrazem reagoval patrně na obraz nizozemského malíře Nicolaase Pienemana, který asi viděl v Evropě. Zatímco Pieneman vůdce rebelů zobrazil jako rezignovaného, Saleh spíše jako pobouřeného. Historici umění si také povšimli, že Nizozemci jsou na obraze s nápadně velkými hlavami, čímž chtěl Saleh nejspíše naznačit jejich nestvůrnost. Javánci mají na obraze proporce přirozené. Obraz je považována za známku začínajícího nacionalismu v tehdejší Nizozemské východní Indii, byť byl paradoxně darován nizozemskému králi Vilému III. Zajímavostí též je, že v roce 1978 Nizozemci obraz vrátili Indonésii v rámci dohody o navrácení uměleckých předmětů svévolně z Indonésie odvezených koloniální správou, ačkoli jako dar obraz neměl této dohodě podléhat. 
V roce 1867 se Sálih oženil s mladou šlechtičnou a vzal ji na cestu po Evropě, navštívili Nizozemsko, Francii, Německo a Itálii.

## Galerie

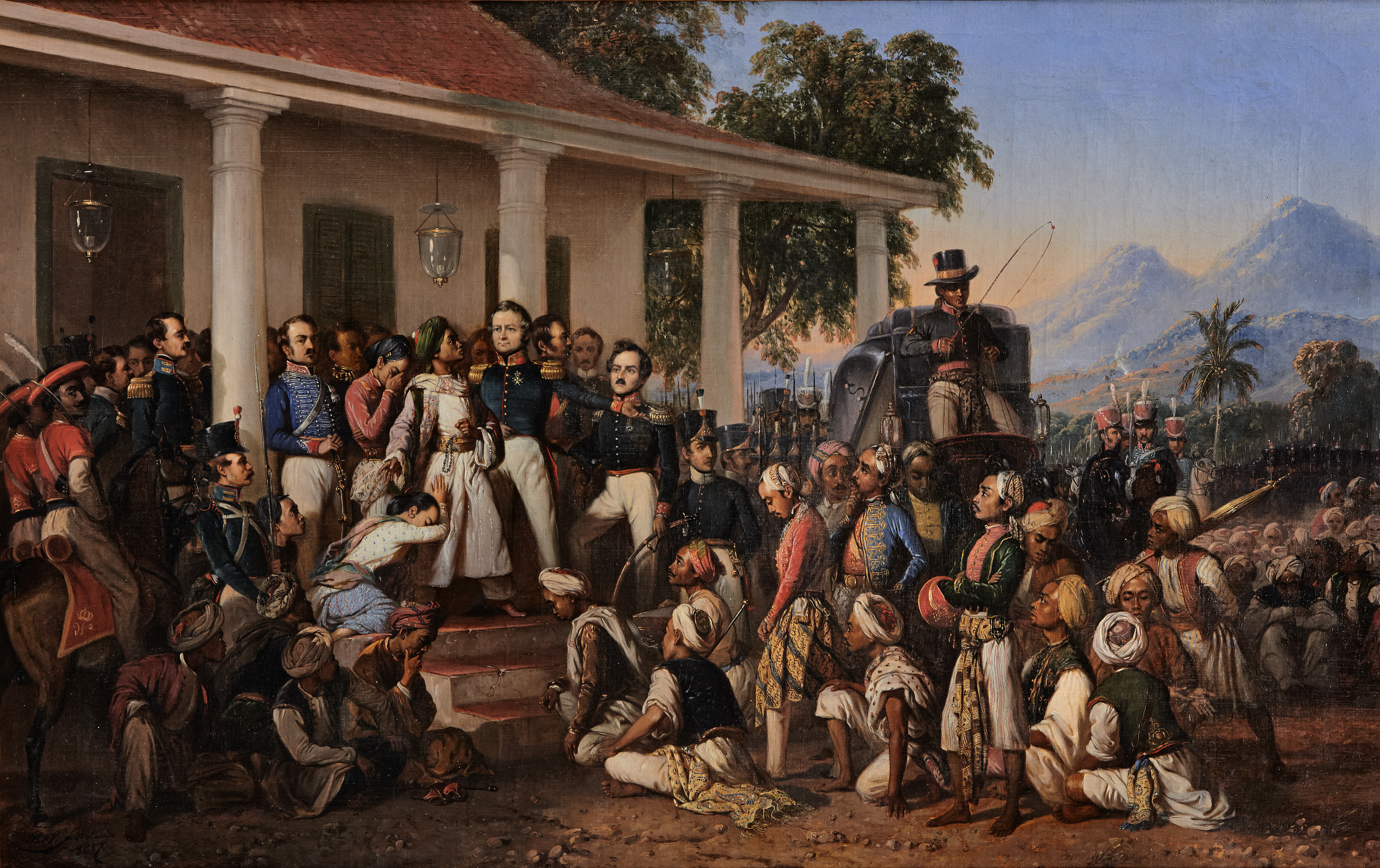
Zatčení Pangerana Diponegora (1857)
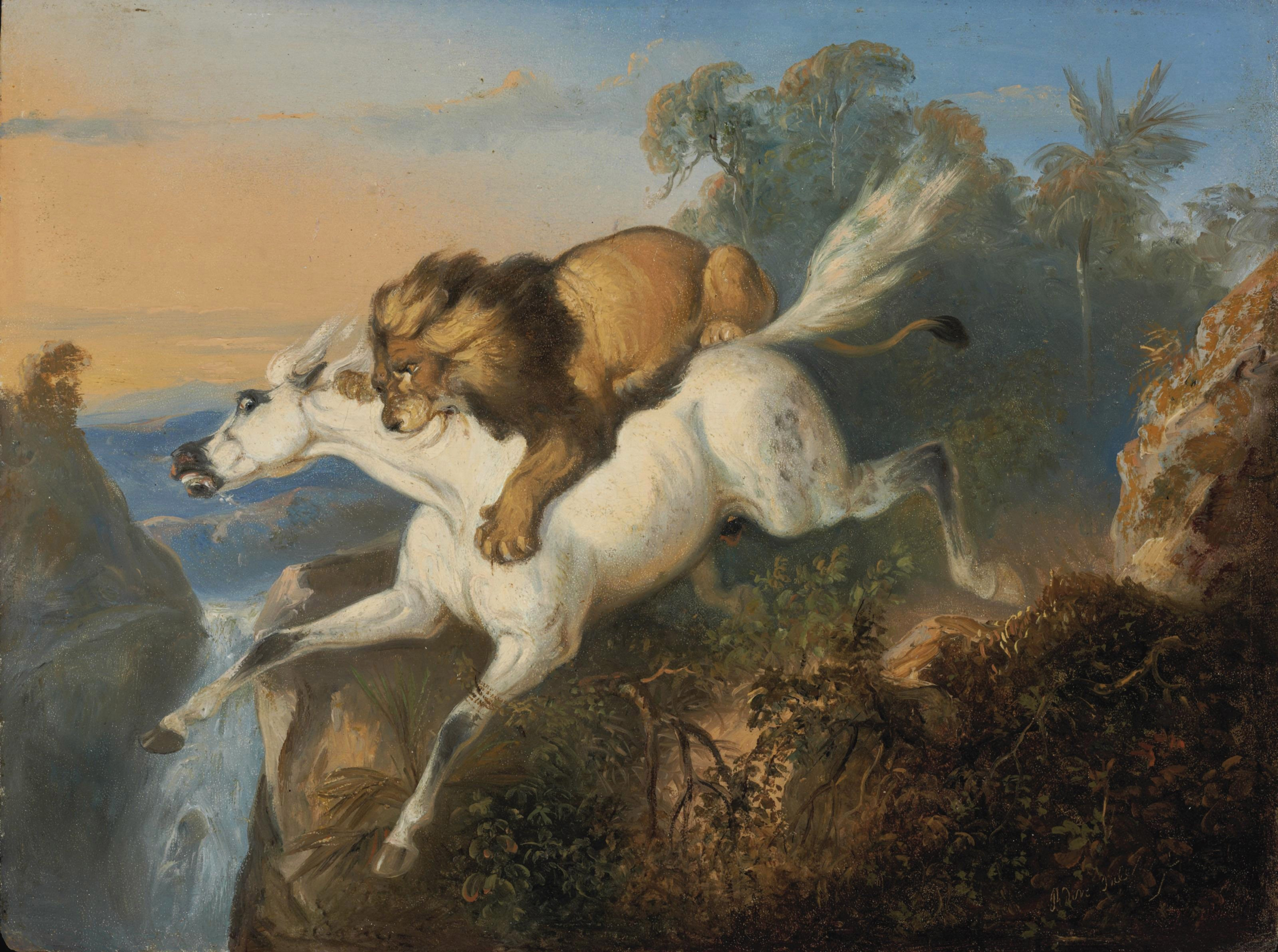
Lev útočící na koně (1840)
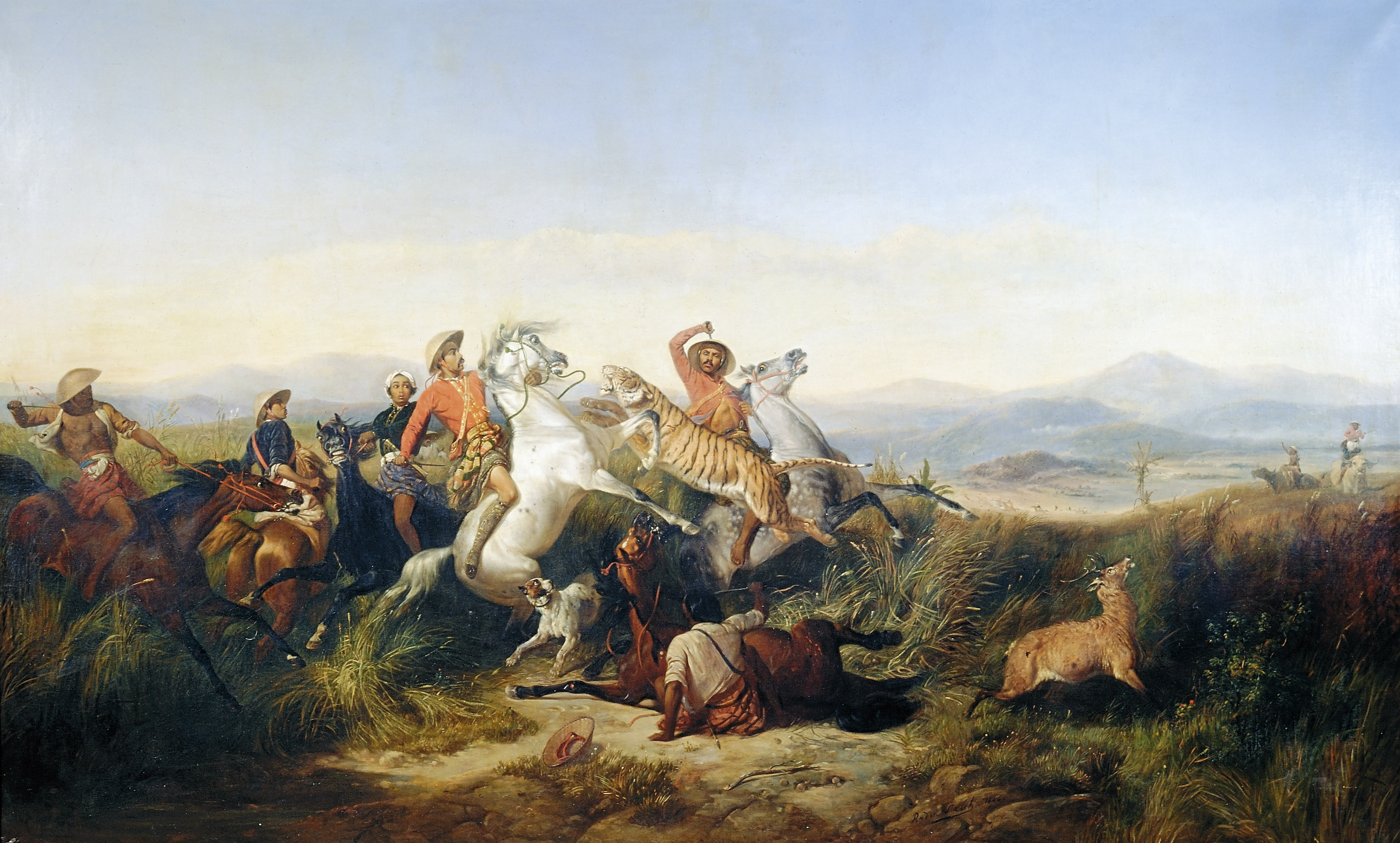
Lov (1846)
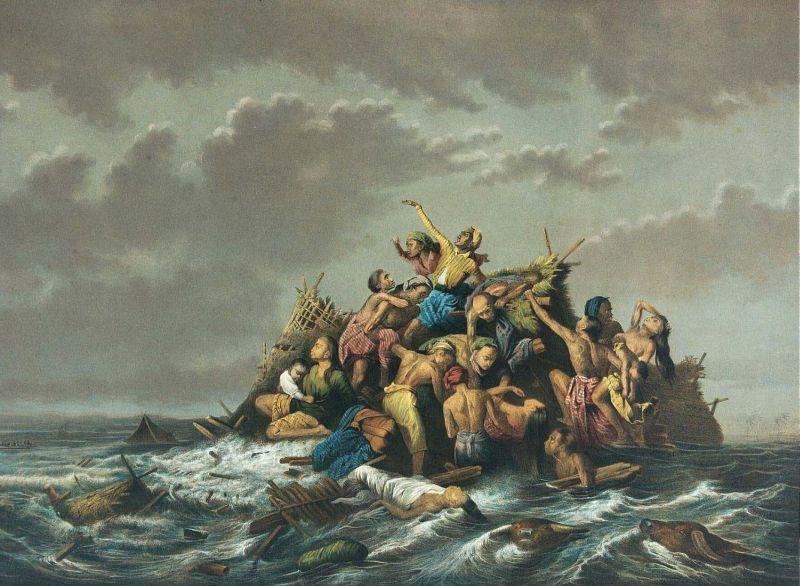
Záplavy na Jávě (1865–1875)
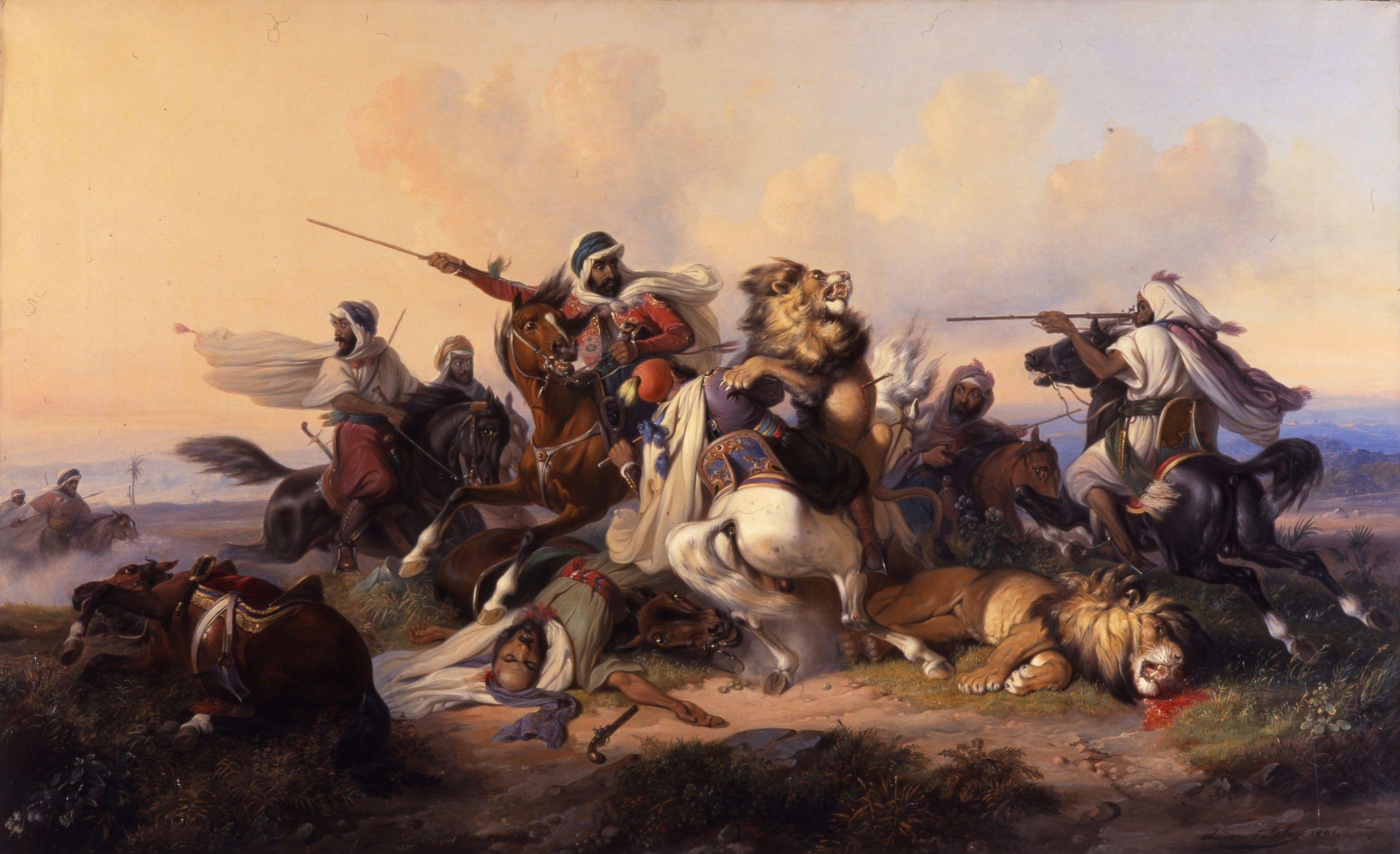
Lov na lva (1841)